# Pechhütte (Dietersheim)
Pechhütte (fränkisch: Beechhüddn) ist ein Gemeindeteil der Gemeinde Dietersheim im Landkreis Neustadt an der Aisch-Bad Windsheim (Mittelfranken, Bayern). Pechhütte liegt in der Gemarkung Beerbach.

## Geografie
Unmittelbar östlich des Weilers fließt der Buchengraben, der mit dem Brünnleinsgraben zum Beerbach zusammenfließt, der ein rechter Zufluss des Schweinebachgrabens ist. Im Südwesten grenzt der Klosterwald an, 0,5 km im Nordwesten liegt das Waldgebiet Hochstraße. Eine Gemeindeverbindungsstraße führt nach Beerbach (0,5 km nordwestlich) bzw. nach Rimbach zur Kreisstraße NEA 24 (2,5 km südöstlich).

## Geschichte
Der Ort wurde 1739 als „Bechhütte“ erstmals namentlich erwähnt.
Gegen Ende des 18. Jahrhunderts gehörte die Pechhütte zur Realgemeinde Beerbach. Das Anwesen hatte die brandenburg-bayreuthische Administration Beerbach als Grundherrn. Unter der preußischen Verwaltung (1792–1806) des Fürstentums Bayreuth erhielt die Pechhütte die Hausnummer 27 des Ortes Beerbach.
Von 1797 bis 1810 unterstand der Ort dem Justizamt Dachsbach und Kammeramt Neustadt. Im Rahmen des Gemeindeedikts wurde Pechhütte dem 1811 gebildeten Steuerdistrikt Oberroßbach und der 1813 gegründeten Ruralgemeinde Oberroßbach zugeordnet. Mit dem Zweiten Gemeindeedikt (1818) wurde es in die neu gebildete Ruralgemeinde Beerbach umgemeindet. Am 1. Januar 1972 wurde Pechhütte im Zuge der Gebietsreform in Bayern nach Dietersheim eingegliedert.

## Einwohnerentwicklung
| Jahr      | 001818 | 001840 | 001861 | 001871 | 001885 | 001900 | 001925 | 001950 | 001961 | 001970 | 001987 |
| Einwohner | *      | 73     | 72     | 66     | 85     | 63     | 49     | 53     | 50     | 43     | *      |
| Häuser    | *      | 9      |        |        | 14     | 13     | 11     | 11     | 10     |        | *      |
| Quelle    | [ 9 ]  | [ 10 ] | [ 11 ] | [ 12 ] | [ 13 ] | [ 14 ] | [ 15 ] | [ 16 ] | [ 17 ] | [ 18 ] | [ 19 ] |

## Religion
Der Ort ist evangelisch-lutherisch geprägt und bis heute nach St. Markus (Dottenheim) gepfarrt.